# Генцен, Иоганн Вильгельм
Иоанн Генрих Вильгельм Генцен (1816—1887) — немецкий учёный-эпиграфист.
Сопровождал Велькера в его поездке по Греции и Сицилии и после этого получил место при археологическом институте в Риме. Прибавил к двум томам изданного Орелли сборника латинских надписей третий том (Цюрих, 1856) и вместе с Росси и другими доставил для «Corpus inscriptionum Latinarum» Момзена надписи города Рима.
Издал ещё «Scavi nel basco dei fratelli Arvali» (Рим, 1868) и «Acta fratrum Arvalium» (Берлин, 1874). Член-корреспондент СПбАН со 2 декабря 1860 года по историко-филологическому отделению (разряд классической филологии и археологии).